# 457
457(사백오십칠)은 456보다 크고 458보다 작은 자연수다.

## 수학
- 88번째 소수(素數)다. 앞의 소수는 449, 다음 소수는 461이다.
- 피타고라스 삼조의 빗변의 길이이다. ({\displaystyle 168^{2}+425^{2}=457^{2}})[a]
- {\displaystyle 457=149+151+157}
  - 연속하는 세 소수(素數)의 합으로 나타낼 수 있으며, 이 성질을 지닌 앞의 수는 439, 다음 수는 471이다.

## 과학
- NGC 457: 카시오페이아자리에 있는 산개성단.

## 교통
- 일본 457번 국도(일본어판): 이와테현 이치노세키시에서 미야기현 시로이시시까지 이어지는 일본의 국도.
- 현도 제457호선

## 군사
- U-457(영어판): 제2차 세계 대전에 사용된 나치 독일의 군용 잠수함.

## 문화유산
- 대한민국의 보물 제457호: 예천권씨 초간종택 별당
- 대한민국의 사적 제457호: 경주 춘양교지와 월정교지

## 기타
- 연도: 457년, 기원전 457년